# Vườn quốc gia Rawa Aopa Watumohai
Vườn quốc gia Rawa Aopa Watumohai là một vườn quốc gia nằm trên đảo Sulawesi thuộc tỉnh Đông Nam Sulawesi, Indonesia. Nó được thành lập vào năm 1989 với diện tích 1.050 km². Địa hình của khu vực này dao động từ mực nước biển đến 981 mét. Nó bảo vệ khu vực rừng đầm lầy than bùn Aopa là rừng đầm lầy lớn nhất ở Sulawesi đã được công nhận là vùng đất ngập nước có tầm quan trọng quốc tế.

## Động thực vật
Vườn quốc gia có thảm thực vật đa dạng gồm rừng mưa cận núi, rừng ngập mặn, rừng ven biển, xavan và rừng đầm lầy nước ngọt. Nơi đây đã ghi nhận được 323 loài thực vật gồm thốt nốt, vẹt dù, tử châu, thành ngạnh đẹp và Pohutukawa.
Về động vật, đây là nhà của lợn hươu, trâu Anoa, khỉ lùn Tarsier bóng ma, khỉ Macaca và 155 loài chim, trong đó 37 loài đặc hữu của Sulawesi, 11 loài bò sát, 20 loài cá, đồng thời là khu vực ương dưỡng quan trọng của các loài cua, cá và tôm. Các loài chim đáng chú ý gồm chim Maleo, già đẫy Java, hạc cổ trắng, sả khoang cổ, vẹt mào vàng, cắt ngực màu rượu vang, bồ câu mặt trắng, bồ câu Nicoba. Nó cung cấp môi trường sống cho quần thể 170 con cò lạo xám có nguy cơ tuyệt chủng.